# 朱利奧·多納蒂
朱利奧·多納蒂（義大利語：Giulio Donati，1990年2月5日—）是義大利的一位足球運動員，場上司職后卫，現效力於意甲球隊蒙扎。多納蒂出身於國際米蘭青訓營。